# Кайлі Дженнер
Ка́йлі Крíстен Дже́ннер (англ. Kylie Kristen Jenner; нар. 10 серпня 1997, Калабасас) — американська підприємиця, модельєрка, телеведуча, модель, учасниця телешоу «Сімейство Кардаш'ян».
Кайлі Дженнер є однією з 10 найвпізнаваніших людей в Instagram, має понад 399-мільйонну аудиторію у цій соціальній мережі (станом на 2024 рік). 
У 2015 році Дженнер створила бренд «Kylie Lip Kit» — набір косметики для губ, який складається з олівця та рідкої помади. Згодом "Kylie Lip Kit" перетворився на власну лінію косметики «Kylie Cosmetics».

## Біографія
Кайлі Дженнер народилася 10 серпня 1997 року в місті Калабасас, штат Каліфорнія (США), у родині Кейтлін Дженнер і бізнесвумен Кріс Дженнер. 
Кайлі Дженнер має велику родину: сестер Кортні, Кім, Хлої, сестру Кендалл та брата Роба, єдинокровних братів Бартона, Брендона і сестру Кейсі з боку батька.
Була чирлідеркою в школі в Сьєра Каньйон, а з вересня 2012 року перейшла на домашнє навчання. 
У липні 2015 року закінчила школу Лорел-Спрінгс в місті Охай, Каліфорнія.
Про Кайлі та її сестру Кендалл уперше написали в статті «Beautiful People» журналу "Paper" у 2010 році .

## Кар'єра

### Робота моделлю
Свою модельну кар'єру розпочала в рекламі лінії одягу Crush Your Style, знімаючись у фотосесіях для журналів OK!, Teen Vogue та у фотографа Ніка Саглімбені. Дженнер також була моделлю компанії з виробництва одягу своєї кузини Наташі.  

### Випуск одягу
У 2011 році на тижні високої моди в Нью-Йорку Дженнер брала участь у показі лінії одягу Abbey Dawn, створеної співачкою Авріл Лавін.
8 лютого 2013 року було оголошено, що компанія PacSun випустить ексклюзивну лінію одягу Kendall & Kylie, розроблену сестрами Кайлі й Кендалл Дженнер. У лютому 2014 року Кайлі з Кендалл запустила лінію сумок та взуття для дівчат спільно з Steve Madden. У червні 2015 року сестри Дженнер запустили лінію одягу "Kendall + Kylie" у спілці з британським брендом "Topshop". У 2017 році почала роботу над онлайн-магазином та магазином «Kylie Shop». Тепер вона має два магазини, у яких продає власну лінію косметики, одяг та аксесуари.

### Випуск косметики та прикрас
Кайлі Дженнер розробила два лаки для нігтів: "Nicole by OPI: Wear Something Spar-kylie" та "Rainbow in the S-kylie". За кожен з них вона з брендом отримали по $100,000. 15 листопада 2013 року сестри Дженнер оголосили про запуск колекції одягу «Kendall & Kylie», продаж якої стартував у лютому 2013 року. З моменту старту продажів сестри випустили декілька колекцій для цієї лінії. 
У липні 2013 року сестри Дженнер запустили лінію прикрас з Glamhouse з Паскалем Муавад для створення ювелірних виробів "Metal Haven by Kendall & Kylie".
Дженнер запустила свою лінію нарощування волосся разом з "Bellami Hair", названу "Kylie Hair Kouture". У березні 2015 року лінія догляду за шкірою "Nip + Fab" анонсували співпрацю з Дженнер, що стало їх другою колаборацією після Міллі Макінтош . 18 серпня 2015 року Дженнер оголосила запуск лінії помад як частину власної однойменної колекції. У вересні 2015 року випустила новий персоналізований мобільний додаток . У 2016 році випустила короткометражний фільм про власні косметичні набори помад та блисків для губ. Фільм було знято в пустелі Мохаве в місті Ланкастер, штат Каліфорнія. Модель Жасмін Сандерс узяла участь у короткометражному фільмі Дженнер. Нині на сайті Дженнер доступні блиски для губ (35 відтінків), хайлайтери, тіні для повік, тіні для брів . Восени 2016 року Дженнер оголосили новим обличчям бренду "Puma" разом з "Rae Sremmurd".

### Кар'єра телеведучої та участь у реаліті-шоу
У 2007 році Дженнер разом з батьками, братами й сестрами почала з'являтися в реаліті-шоу «Сімейство Кардаш'ян», у якому йдеться про особисте та професійне життя родини. Шоу стало популярним у США та інших країнах світу. Усього відзняли 20 сезонів. Останній сезон шоу вийшов 18 березня 2021 року. 
Дженнер з сестрою Кендалл були ведучими багатьох публічних заходів. Сестри вели "Glee: The 3D Concert Movie в Regency Village Theater" у Вествуд, Каліфорнія 6 серпня 2011 року, а також на прем'єрі "The Vow" у Голлівуді, Каліфорнія 6 лютого 2012 року . Сестри Дженнер брали інтерв'ю в акторського складу "Голодних Ігор" на прем'єрі фільму "The Nokia Theatre" в Лос-Анджелесі 12 березня 2012 року. Вони також були ведучими "Much Music Video Awards" 15 червня 2014 року. Анонсували виступ колишнього чоловіка Кім Кардаш'ян Каньє Веста на "Billboard Music Awards" 17 травня 2015 року.  

## Громадська позиція
Підтримала Ізраїль у війні з Хамас, за що отримала обурення від ліванської порноакторки Міа Кхаліфа.

## Особисте життя
Зустрічалася з репером Tyga. Уперше пара була помічена за кілька днів після 18-ї річниці  Дженнер у Мексиці. Вони також відвідали Нью-Йоркський тиждень моди в Нью-Йорку в жовтні 2015 року. У травні 2016-го пара вирішила взяти паузу, у червні 2016 року знову були помічені разом. У травні 2017 року почала зустрічатися з репером Тревісом Скоттом. 1 лютого 2018 року народила доньку Стормі Вебстер (англ. Stormi Webster), якій присвятила колекцію косметики. Нині розлучена зі Скоттом, але у червні 2021 року пара вирішила відновити стосунки. У 2023 році ЗМІ повідомляли про роман Кайлі з відомим актором Тімоті Шаламе, наразі знаменитості тримають свої стосунки в таємниці.      

## Фільмографія

### Телепроєкти
| Рік         | Назва                                  | Примітки                                    | Прим.         |
| ----------- | -------------------------------------- | ------------------------------------------- | ------------- |
| 2007–донині | Сімейство Кардаш'ян                    | Основний акторський склад                   | [ 41 ]        |
| 2010, 2013  | Кортні і Хлої в Маямі                  | Епізоди: «It's My Life» та «Dragon Me Down» | [ 42 ] [ 43 ] |
| 2012        | Супер модель по-американськи, сезон 18 | Епізод: «Kris Jenner»                       | [ 44 ]        |
| 2012        | Мільйон доларів шаф                    | Епізод: «Pilot»                             | [ 45 ]        |
| 2014        | Боротися з нею                         | Епізод: «Kendall & Kylie & Gary Owens»      | [ 46 ]        |
| 2014        | Much Music Video Awards                | Співведуча                                  |               |
| 2014        | Кортні і Хлої у Хемптоні               | 1 епізод                                    | [ 47 ]        |
| 2014        | Сміховинність                          | Епізод: «Kendall and Kylie Jenner»          | [ 48 ]        |
| 2015–2016   | I Am Cait                              | 3 епізоди                                   | [ 49 ]        |
| 2015        | Kingin' разом з Tyga                   | Епізод: «The Life»                          | [ 50 ]        |

### Музичні відео
| Рік  | Назва             | Артист(ка)                         | Роль               | Прим.  |
| ---- | ----------------- | ---------------------------------- | ------------------ | ------ |
| 2013 | «Find That Girl»  | The Boy Band Project               | Любовний інтерес   | [ 51 ] |
| 2014 | «Recognize»       | PartyNextDoor(featuring Drake)     | Себе               | [ 52 ] |
| 2014 | «Blue Ocean»      | Jaden Smith                        | Себе               | [ 53 ] |
| 2015 | «Stimulated»      | Tyga                               | Любовний інтерес   | [ 54 ] |
| 2015 | «Dope'd Up»       | Tyga                               | Любовний інтерес   | [ 55 ] |
| 2015 | «I'm Yours»       | Justine Skye (featuring Vic Mensa) | Співачка в караоке | [ 56 ] |
| 2016 | «Come and See Me» | PartyNextDoor                      | Любовний інтерес   | [ 57 ] |
| 2020 | «WAP»             | Cardi B feat. Megan Thee Stallion  | Себе               |        |

## Нагороди та номінації
| Рік  | Організатор        | Категорія                                                                     | Результат | Прим.  |
| ---- | ------------------ | ----------------------------------------------------------------------------- | --------- | ------ |
| 2013 | Teen Choice Awards | Вибір реаліті-зірки: Жінок (спільно з жіночою частиною «Сімейство Кардаш'ян») | Перемога  | [ 58 ] |
| 2014 | Teen Choice Awards | Вибір реаліті-зірки: Жінок (спільно з жіночою частиною «Сімейство Кардаш'ян») | Номінація | [ 59 ] |
| 2015 | Teen Choice Awards | Вибір інстаграмерів                                                           | Номінація | [ 60 ] |
| 2015 | Teen Choice Awards | Вибір селферів                                                                | Номінація | [ 60 ] |